# 愛爾蘭島跨國界旗幟
愛爾蘭島被劃分為愛爾蘭共和國和北愛爾蘭，前者是包含愛爾蘭26郡的主權國家，後者是包含愛爾蘭東北6郡的英國構成國，島上普遍存在許多跨越國界的組織團體，例如：愛爾蘭天主教、愛爾蘭長老會、愛爾蘭教會、蓋爾運動協會、奧蘭治兄弟會、愛爾蘭童軍協會和愛爾蘭橄欖球聯盟。
實則上，愛爾蘭島並沒有一面通用代表整體愛爾蘭的跨國界旗幟，這可能對以完整愛爾蘭島為主體的跨境組織，在國際間選擇國旗造成影響。

## 聖帕特里克十字旗
聖帕特里克十字旗於1801年通過《1800年聯合法令》併入聯合旗，成為大不列顛及愛爾蘭聯合王國的組成部份。
愛爾蘭教會堂區除了普世聖公宗旗幟，就只有在教會懸掛這面主保圣人圣帕特里克的旗幟，而不是三色的聯合旗或北愛爾蘭的舊國旗。英格蘭、蘇格蘭和威爾士的聖公會同樣遵循這項實踐，懸掛各自主保聖人的旗幟，而不是聯合王國的旗幟。
天主教聖帕特里克學院於畢業典禮，同樣懸掛這面旗幟。
聖帕特里克十字旗的變體版本被使用在過去愛爾蘭橄欖球聯盟旗幟，以及現在愛爾蘭皇家外科醫學院和愛爾蘭燈塔委員會旗幟。
- 聖帕特里克十字旗

## 愛爾蘭三色旗
愛爾蘭共和國的官方旗幟是綠白橙三色的垂直三條紋旗，最初由愛爾蘭民族主義者擬議代表整個島嶼。
然而，愛爾蘭聯合主義者拒絕這個象徵符號，1951年北愛爾蘭下議院的對話曾經表明：
|  | -James McSparran (Nationalist Party): The tricolour is admitted by all nations within the comity of nations to be the national flag of Ireland.［詹姆斯·麥克斯帕倫（民族黨）：三色旗被愛爾蘭民族共同體內的所有民族，承認為愛爾蘭的國旗。］ -Honorable members: No.［議員們：不是。］ -McSparran: We are having interruptions already. It is the national flag of the Irish Republic.［麥克斯帕倫：我們糾正一下，它是愛爾蘭共和國的國旗。］ -William May (Ulster Unionist Party): That is better.［威廉·梅（阿爾斯特統一黨）：很好。］ |

蓋爾運動協會（GAA) 在比賽中懸掛這面旗幟，無論其中一支或兩支球隊是否來自北愛爾蘭；同時，也用於代表全島的愛爾蘭國際規則足球隊。
愛爾蘭高爾夫聯盟的管理範圍覆蓋全島，在高爾夫世界杯、登喜路杯和艾森豪威爾杯等國際賽事，以愛爾蘭三色旗參加比賽。
- 愛爾蘭共和國國旗

## 四省旗
四省旗是愛爾蘭省份的四等分紋章旗，源自四個省份的紋章，不同使用者有不同的排列順序。
幾個代表全愛爾蘭的體育組織使用愛爾蘭四省旗，包括愛爾蘭曲棍球隊、愛爾蘭橄欖球聯盟、愛爾蘭國家橄欖球隊和愛爾蘭業餘拳擊協會。
- 四省旗由四省旗幟組成（從左上角順時針方向）：明斯特旗（英语：Flag of Munster）、康諾特旗（英语：Flag and coat of arms of Connacht）、倫斯特旗（英语：Flag and coat of arms of Leinster）和阿爾斯特旗

## 厄恩旗
厄恩旗使用在跨越國界的香農－厄恩水道，是綠白藍三色的平行三條紋旗，來往船隻同時懸掛這面旗幟和國旗。 這面旗幟被跨境組織愛爾蘭內陸水道協會認可。
- 厄恩旗

## 豎琴旗
豎琴或凯爾特豎琴長久以來都是愛爾蘭的象徵符號，最早記錄在被稱為《Armorial Wijnbergen》的法國紋章卷書，該紋章可追溯到13世紀後期。1534年左右，亨利八世統治時期首次出現在愛爾蘭硬幣。 十七至十八世紀，豎琴的裝飾變得越來越華麗，最終成為「有翼的少女」。 十九世紀，愛爾蘭國家化身的愛爾蘭少女（Maid of Erin），形象就是拿著「帶翼少女」豎琴的女人。這種風格的豎琴較後也被用於愛爾蘭國旗。 現代愛爾蘭國徽上的豎琴，是以都柏林三一學院圖書館的「布賴恩·博魯」豎琴為藍本，該豎琴於1840年代修復。

### 藍豎琴旗
英國皇家旗的左下方是藍底豎琴，代表1603年以來的愛爾蘭。 當前版本設計於1953年，使用帶翼的少女豎琴，由藍色背景上帶有銀色琴弦的金色凯尔特竖琴組成。藍色底色在1783年用於聖派屈克勳章時，被稱為聖派屈克藍。
- 爱尔兰总统的个人旗帜
- 英國皇家旗的四分之一式样

### 綠豎琴旗
歐文·羅·奧尼爾於1642年首次使用綠底的豎琴旗幟，從藍底到綠底的轉變，始於17世紀奧尼爾和愛爾蘭邦聯合作，綠色從1640年代起就與愛爾蘭相互關聯。
聯合愛爾蘭人會採用這面與愛爾蘭有著密切聯繫的旗幟，幾個世紀以來它一直是非官方的國旗。聯合愛爾蘭人會是一個愛爾蘭民族主義運動，與天主教和新教愛爾蘭人有關係，其領導人沃爾夫·托恩是英國國教新教徒；在18世紀，綠色是一種代表反抗的顏色。
至少自17世紀以來，愛爾蘭因其豐富的綠色鄉村，而以富有詩意的美喻「翡翠島」而聞名。 這面綠底金色凯尔特竖琴的旗帜，是19至20世紀初用來代表愛爾蘭的通用旗幟。這面旗幟與現代的倫斯特旗幟相同，當三色旗使用在更激進的政治運動時，它開始與溫和民族主義聯繫在一起，同被愛爾蘭隊使用於1930年大英帝國運動會。
- 愛爾蘭艦首旗
- 聯合愛爾蘭人會旗幟

## 體育旗幟
幾個全愛爾蘭體育組織派出代表隊參加國際比賽時，在某些情況會使用該組織獨有的旗幟代替國旗；通常情況下，這類旗幟包含愛爾蘭傳統的象徵符號。
愛爾蘭板球隊使用描繪三葉草的藍色旗幟。
愛爾蘭國家曲棍球隊使用含有四省等分盾徽的定制旗幟。
愛爾蘭國家橄欖球隊的旗幟是一面綠旗，上面有四省的盾徽和愛爾蘭橄欖球聯盟的標誌，這是愛爾蘭隊對外比賽的唯一代表旗幟。 而在北愛爾蘭的比賽中（尤其在拉文希爾），也會展示出黃底的阿爾斯特旗，這是代表阿爾斯特省9郡的旗幟，包含其中3郡實際上位於愛爾蘭共和國，這面旗幟的設計類似但不同於歷史上曾經代表北愛爾蘭政府的白底紅手旗。另外在愛爾蘭共和國的比賽中（通常是在蘭士登路），愛爾蘭三色旗會與前述兩面旗幟一齊飄揚飛行。
北愛爾蘭籍F1賽車手埃迪·歐文曾經要求站在領獎台時，以一面白底繪製三葉草的旗幟為代表旗幟， 以避免再度發生於1997年阿根廷大獎賽頒獎時，主辦單位錯誤懸掛愛爾蘭三色旗的尷尬場面。 國際汽聯則仍堅持使用聯合旗，以符合其賽事規章。
愛爾蘭障礙超越協會（SJAI）在國際比賽中使用一面綠旗，其徽章基於四省，自二戰後成立以來開始使用。在國際馬術總會國家杯賽事中，愛爾蘭由愛爾蘭陸軍馬術學校代表，使用三色旗。1960年代後期至1970年代後期，愛爾蘭障礙超越協會在國際馬術總會國家杯比賽中與陸軍代表隊聯手，並以三色旗參賽，儘管他們在其他比賽中保留自己的旗幟。
- 愛爾蘭橄欖球隊旗幟
- 愛爾蘭板球隊旗幟
- 愛爾蘭曲棍球隊旗幟

## 另見
- 奧林匹克運動會德國聯隊，東德和西德以「德國聯隊」的名義組成聯合代表隊參加奧林匹克運動會
- 朝鮮半島旗，朝鮮和韓國體育代表隊多次在大型運動會上共同使用步入會場的旗幟
- 梅花旗，代表中華台北代表隊的中華奧林匹克委員會旗及其衍生體育旗幟
- Ipséité，馬提尼克領土集體（CTM）啟用的一面代表體育文化的識別旗

## 外部連結
- 维基共享资源上的相關多媒體資源：愛爾蘭旗幟
- 维基共享资源上的相關多媒體資源：北愛爾蘭旗幟